# Lịch sử Bắc Triều Tiên
Lịch sử Cộng hòa Dân chủ Nhân dân Triều Tiên (còn gọi là Bắc Triều Tiên) bắt đầu vào cuối Thế chiến II năm 1945, Sự đầu hàng của Nhật Bản dẫn đến sự chia cắt của bán đảo Triều Tiên tại vĩ tuyến 38, với Liên Xô chiếm đóng phía bắc và Mỹ chiếm đóng phía nam. Liên Xô và Mỹ không thống nhất được cách thức thống nhất đất nước, và vào năm 1948, họ thành lập hai chính phủ riêng biệt - Cộng hòa Dân chủ Nhân dân Triều Tiên thân Liên Xô và Hàn Quốc thân Phương Tây - cả hai đều tuyên bố mình là chính phủ hợp pháp của toàn bộ bán đảo.
Năm 1950 chiến tranh Triều Tiên bùng nổ. Sau nhiều phá hoại, chiến tranh kết thúc trong bé tắc. CHDCND Triều Tiên đã thất bại trong việc thống nhất Triều Tiên, và các lực lượng Liên Hợp Quốc do Mỹ dẫn đầu đã thất bại trong việc chinh phục Bắc Triều Tiên. Sự chi cắt ở vĩ tuyến 38 bị thay thế bằng Khu phi quân sự Triều Tiên, và một lực lượng quân sự Mỹ vẫn hiện diện tại Hàn Quốc. Căng thẳng giữa hai bên vẫn tiếp tục. Từ đống đổ nát, Triều Tiên đã xây dựng một nền kinh tế chỉ huy công nghiệp hóa.
Kim Il-sung nắm giữ quyền lực cho đến khi ông qua đời vào năm 1994. Ông đã phát triển thói sùng bái cá nhân phổ biến với chính mình và đưa đất nước vào một con đường độc lập tự chủ theo tư tưởng Juche. Tuy nhiên, do các thiên tai tự nhiên và sự sụp đổ của Liên Xô và khối XHCN Đông Âu vào năm 1991, CHDCND Triều Tiên đã bị khủng hoảng kinh tế trầm trọng. Con trai của Kim Il-sung, Kim Jong-il, kế tục vị trí lãnh đạo và sau đó lại được con trai của chính ông, Kim Jong-un nối tiếp. Dù hàng loạt cảnh báo quốc tế, CHDCND Triều Tiên tiếp tục phát triển tên lửa hạt nhân. Vào năm 2018, Kim Jong-un đã bất ngờ thực hiện tiếp xúc hòa bình với Hàn Quốc và Hoa Kỳ.

## Bán đảo Triều Tiên trước khi chia cắt
Từ năm 1910 đến cuối Thế chiến II, Triều Tiên bị Nhật Bản đô hộ. Hầu hết người Triều Tiên là các nông dân tham gia vào nông nghiệp tự cung tự cấp. Trong những năm 1930, Nhật Bản đã phát triển các mỏ, đập thủy điện, nhà máy thép, và các nhà máy sản xuất ở miền bắc Triều Tiên và lân cận Mãn Châu. Giai cấp công nhân công nghiệp Hàn Quốc phát triển nhanh chóng, và nhiều người Hàn Quốc đã đi làm việc ở Mãn Châu. Kết quả là 65% công nghiệp nặng của Triều Tiên nằm ở phía bắc, nhưng, do sự khắc nghiệt của địa hình, phía bắc chỉ có 37% ngành nông nghiệp.
Một phong trào du kích Triều Tiên nổi lên trong các vùng sâu miền núi và ở Mãn Châu, quấy rối các quan chức triều đình Nhật Bản. Một trong những nhà lãnh đạo du kích nổi bật nhất là người theo Cộng sản Kim Nhật Thành.
CHDCND Triều Tiên có rất ít tiếp xúc với những ý tưởng hiện đại của phương Tây. Một phần ngoại lệ của việc này là sự xâm nhập của tôn giáo. Kể từ khi sự xuất hiện của các nhà truyền giáo trong những năm cuối thế kỷ XIX, ở phía tây bắc của Triều Tiên, và đặc biệt là Bình Nhưỡng, trở thành trung tâm phổ biến Ki tô giáo.

## Chia cắt Triều Tiên

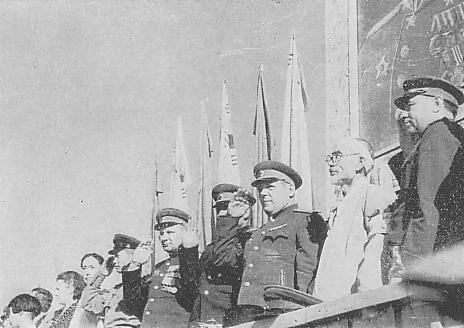
Lễ kỷ niệm chào mừng Hồng quân ở Pyongyang ngày 14 tháng 10 năm 1945

Tại Hội nghị Tehran vào tháng 11 năm 1943 và tại Hội nghị Yalta vào tháng 2 năm 1945, Liên Xô cam kết sẽ cùng với các đồng minh tham gia vào Chiến tranh Thái Bình Dương sau 3 tháng khi giành chiến thắng ở châu Âu. Ngày 8 tháng 8 năm 1945, sau ba tháng như đã hẹn, Liên Xô tuyên chiến với Nhật. Quân đội Liên Xô tiến nhanh, và chính phủ Mỹ lo lắng rằng họ sẽ chiếm toàn bộ Triều Tiên. Vào ngày 10 tháng 8, chính phủ Mỹ đã quyết định đề nghị vĩ tuyến 38 làm ranh giới giữa khu vực chiếm đóng của Liên Xô ở phía bắc và khu vực chiếm đóng của Mỹ ở phía nam. Vĩ tuyến này đã được chọn vì nó sẽ đặt thủ đô Seoul dưới quyền kiểm soát của Mỹ. Ranh giới này đã đặt 16 triệu người Triều Tiên vào khu vực Mỹ chiếm đóng và 9 triệu người vào khu vực của Liên Xô. Trước sự ngạc nhiên của người Mỹ, Liên Xô ngay lập tức chấp nhận sự phân chia này. Thỏa thuận này được đưa vào Lệnh chung số 1 (General Order No. 1 - được phê duyệt vào ngày 17 tháng 8 năm 1945) với sự đầu hàng của Nhật Bản.
Lực lượng Liên Xô bắt đầu đổ bộ vào Triều Tiên ngày 14 tháng 8 và nhanh chóng chiếm phía đông bắc của đất nước này, vào ngày 16 tháng 8 họ đã hạ cánh xuống Wonsan. 
Vào ngày 24 tháng 8, Hồng quân đã tiến tới Bình Nhưỡng. Về phía quân đội Mỹ đến 8 tháng 9 họ mới đưa quân tới miền Nam.
Trong tháng Tám, các Ủy ban nhân dân mọc lên trên khắp Triều Tiên, liên kết với Uỷ ban Chuẩn bị Triều Tiên Độc lập. Trong tháng 9 họ đã thành lập nước Cộng hòa Nhân dân Triều Tiên. Khi quân đội Liên Xô vào Bình Nhưỡng, họ tìm thấy một Ủy ban nhân dân được thành lập ở đó, đứng đầu là người theo chủ nghĩa dân tộc Kitô giáo kỳ cựu Cho Man-sik. Không giống như quân đội Mỹ, chính quyền Xô viết công nhận và làm việc với các Ủy ban nhân dân này. Theo một số nguồn tin, Cho Man-sik là sự lựa chọn đầu tiên của chính phủ Liên Xô để dẫn dắt Bắc Triều Tiên.

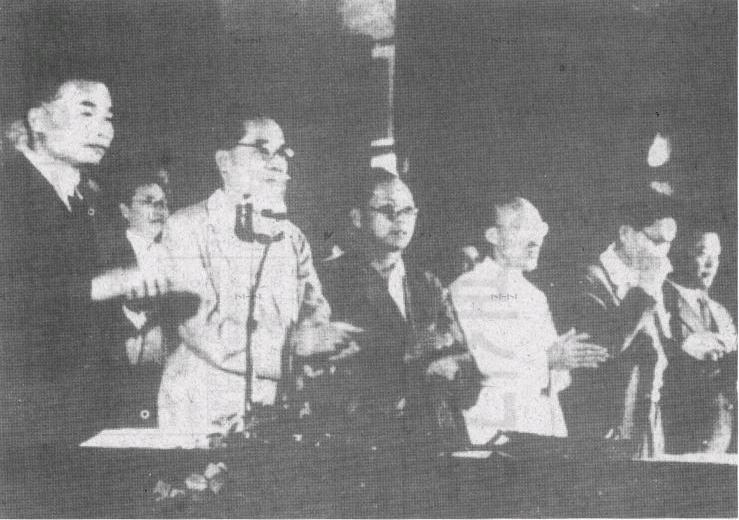
Vào tháng 8 năm 1948, 'Đại hội đại biểu nhân dân' được tổ chức tại Haeju, tỉnh Hwanghae. Namwoon Paik (백남운), Heo Heon, Pak Hon-yong, Hong Myong-hui

Ngày 19 tháng 9, Kim Nhật Thành và 36 sĩ quan Hồng quân khác của Triều Tiên về đến Wonsan. Họ đã chiến đấu với Nhật Bản ở vùng Mãn Châu trong những năm 1930 nhưng đã sống ở Liên Xô và được đào tạo trong Hồng quân kể từ năm 1941. Ngày 14 tháng 10, chính quyền Xô Viết giới thiệu Kim đến với công chúng Triều Tiên như một anh hùng du kích.
Trong tháng 12 năm 1945, tại Hội nghị Moscow, Liên Xô đã thoả thuận một đề xuất của Mỹ cho một lãnh thổ ủy thác tại Triều Tiên trong vòng 5 năm trong giai đoạn chờ độc lập. Hầu hết người Triều Tiên yêu cầu độc lập ngay lập tức, nhưng Kim và những người cộng sản khác đã hỗ trợ thỏa thuận này do chịu áp lực từ chính phủ Liên Xô. Cho Man-sik phản đối đề xuất này tại một cuộc họp công cộng vào ngày 4 tháng 1 năm 1946, và bị bắt giữ tại nhà riêng. Vào ngày 8 tháng 2 năm 1946, Uỷ ban nhân dân đã được tổ chức lại thành Ủy ban nhân dân lâm thời với sự thống trị của những người theo Cộng sản. Chế độ mới đưa ra chính sách được lòng công chúng như phân phối lại đất đai, quốc hữu hóa ngành công nghiệp, cải cách luật lao động và bình đẳng cho phụ nữ.
Trong khi đó, các nhóm cộng sản hiện có đã được tập hợp lại thành một đảng dưới sự lãnh đạo của Kim Nhật Thành. Ngày 18 tháng 12 năm 1945, các cấp ủy Đảng Cộng sản địa phương được kết hợp thành Đảng Cộng sản Triều Tiên. Vào tháng 8 năm 1946, đảng này sáp nhập với đảng Nhân Dân Mới để hình thành Đảng Lao động Triều Tiên. Trong tháng 12, một mặt trận do Đảng Công nhân lãnh đạo đã thống trị các cuộc bầu cử ở miền Bắc. Năm 1949, Đảng Lao động của phía bắc Triều Tiên sáp nhập với Đảng Lao động phía nam để trở thành Đảng Lao động Triều Tiên với Kim Il-sung là Chủ tịch Đảng.
Kim Il-sung xây dựng Quân đội Nhân dân Triều Tiên (KPA) định hướng theo mô hình Cộng sản, hình thành từ các cán bộ quân du kích và các cựu chiến binh, vốn đã có kinh nghiệm chiến đấu trong chiến tranh chống lại quân Nhật Bản và sau đó là Quốc dân Đảng Trung Quốc. Từ hàng ngũ những người này, với việc sử dụng các cố vấn và các thiết bị của Liên Xô, Kim Il-sung đã xây dựng một đội quân lớn chuyên môn sử dụng chiến thuật xâm nhập và chiến tranh du kích. Trước sự bùng nổ của chiến tranh Triều Tiên, Joseph Stalin trang bị cho quân Triều Tiên với xe tăng hiện đại trung bình, xe tải, pháo binh, và vũ khí cỡ nhỏ. Kim Il-sung cũng đã thành lập lực lượng không quân, trang bị lúc đầu với máy bay chiến đấu và máy bay cánh quạt tấn công của Liên Xô cũ. Sau đó, các ứng viên phi công CHDCND Triều Tiên đã được gửi đến Liên Xô và Trung Quốc để đào tạo lái các máy bay MiG-15 tại các căn cứ bí mật.
Năm 1946, một loạt các dự luật đã chuyển CHDCND Triều Tiên theo con đường của chủ nghĩa Stalin. Phong trào "cải cách ruộng đất" đã phân phối lại phần lớn đất nông nghiệp cho người dân nông dân nghèo và không có đất, và phá vỡ sức mạnh của tầng lớp địa chủ. Sau đó là "Luật Lao động", "Luật Bình đẳng giới", và luật "Quốc hữu hóa Công nghiệp, Giao thông vận tải, Luật Giao thông và ngân hàng" cũng đã được ban hành.

### Sự thành lập Cộng Hòa Dân chủ Nhân dân Triều Tiên

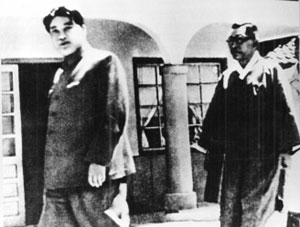
Kim Nhật Thành với Kim Koo năm 1948

Do các cuộc đàm phán với Liên Xô về tương lai của Triều Tiên không đạt được tiến triển, Mỹ đã đưa vấn đề này lên Liên Hợp Quốc vào tháng 9 năm 1947.  Để đáp lại, Liên Hợp Quốc đã thành lập Ủy ban Tạm thời của Liên Hợp Quốc về Triều Tiên để tổ chức bầu cử tại Triều Tiên. Liên Xô phản đối động thái này. Trong trường hợp không có sự hợp tác của Liên Xô, nó đã được quyết định chỉ tổ chức các cuộc bầu cử có sự giám sát của LHQ ở phía nam. Tháng 4 năm 1948, một hội nghị của các tổ chức từ miền Bắc và miền Nam đã họp tại Bình Nhưỡng, nhưng hội nghị không có kết quả.Các chính trị gia miền Nam Kim Koo và Kim Kyu-sik đã tham dự hội nghị và tẩy chay các cuộc bầu cử ở miền Nam. Cả hai ông đều được Triều Tiên trao tặng Giải thưởng Thống nhất Tổ quốc. Các cuộc bầu cử được tổ chức tại Hàn Quốc vào ngày 10 tháng 5 năm 1948. Vào ngày 15 tháng 8, Đại Hàn Dân Quốc chính thức ra đời. Một quá trình song song xảy ra ở Bắc Triều Tiên. Hội đồng Nhân dân Tối cao mới được bầu vào tháng 8 năm 1948 và vào ngày 3 tháng 9, hiến pháp mới được ban hành. Cộng hòa Dân chủ Nhân dân Triều Tiên (CHDCND Triều Tiên - DPRK) được tuyên bố vào ngày 9 tháng 9, với Kim Il-sung là Thủ tướng. Ngày 12 tháng 12 năm 1948, Đại hội đồng Liên Hợp Quốc đã chấp nhận báo cáo của UNTCOK và tuyên bố Đại Hàn Dân Quốc là "chính phủ hợp pháp duy nhất ở Bán đảo Triều Tiên".
Đến năm 1949, Triều Tiên là một quốc gia Cộng sản chính thức. Tất cả các đảng phái và đoàn thể đều tham gia Mặt trận Dân chủ Thống nhất Tổ quốc, bề ngoài là một mặt trận bình dân nhưng thực chất lại do Cộng sản kiểm soát. Chính phủ đã nhanh chóng tiến hành thiết lập một hệ thống chính trị một phần theo kiểu hệ thống Liên Xô, với quyền lực chính trị do Đảng Lao động Triều Tiên (WPK) độc quyền.

## Chiến tranh Liên Triều (1950–1953)

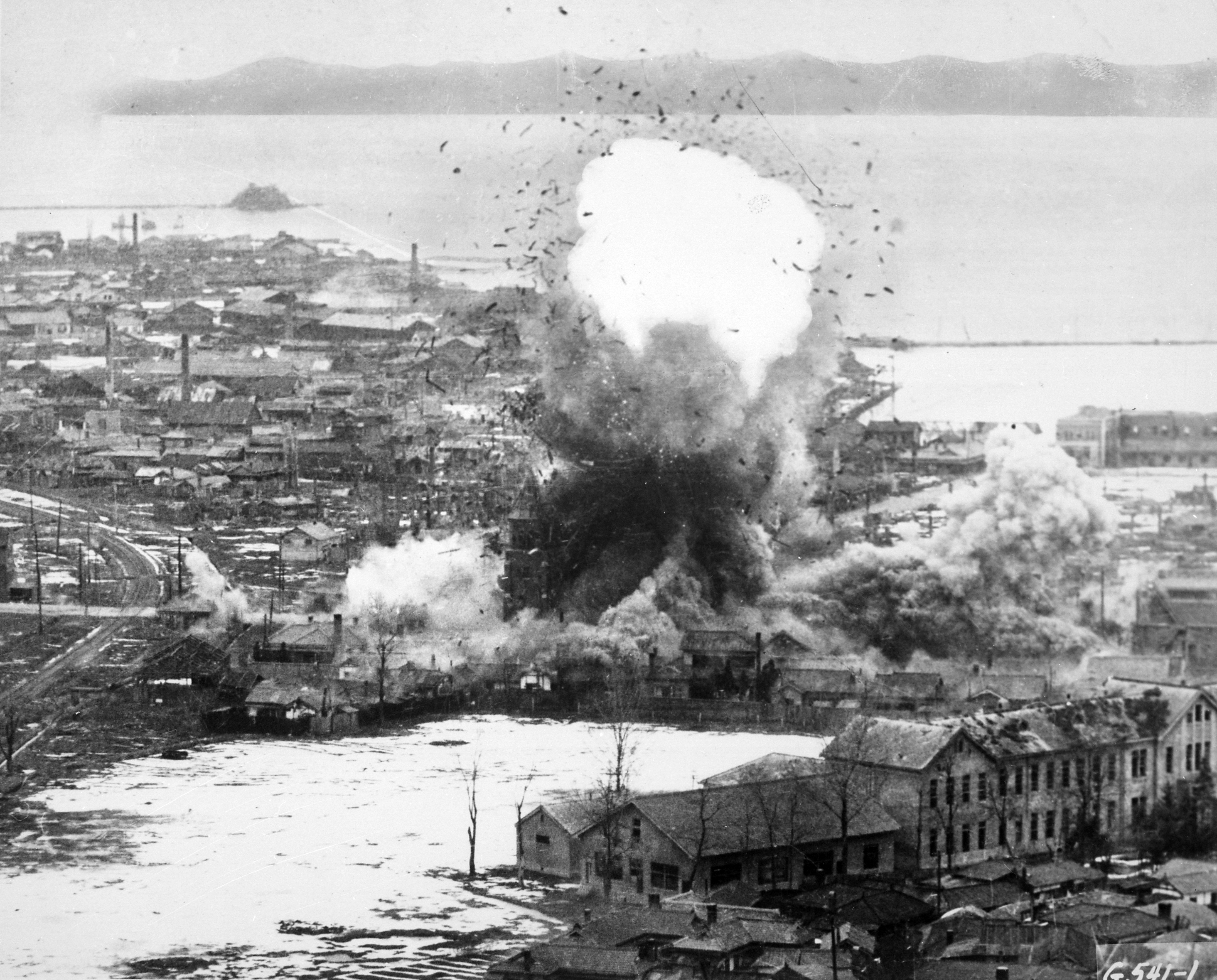
Máy bay Mỹ ném bom Wonsan, Triều Tiên, 1951

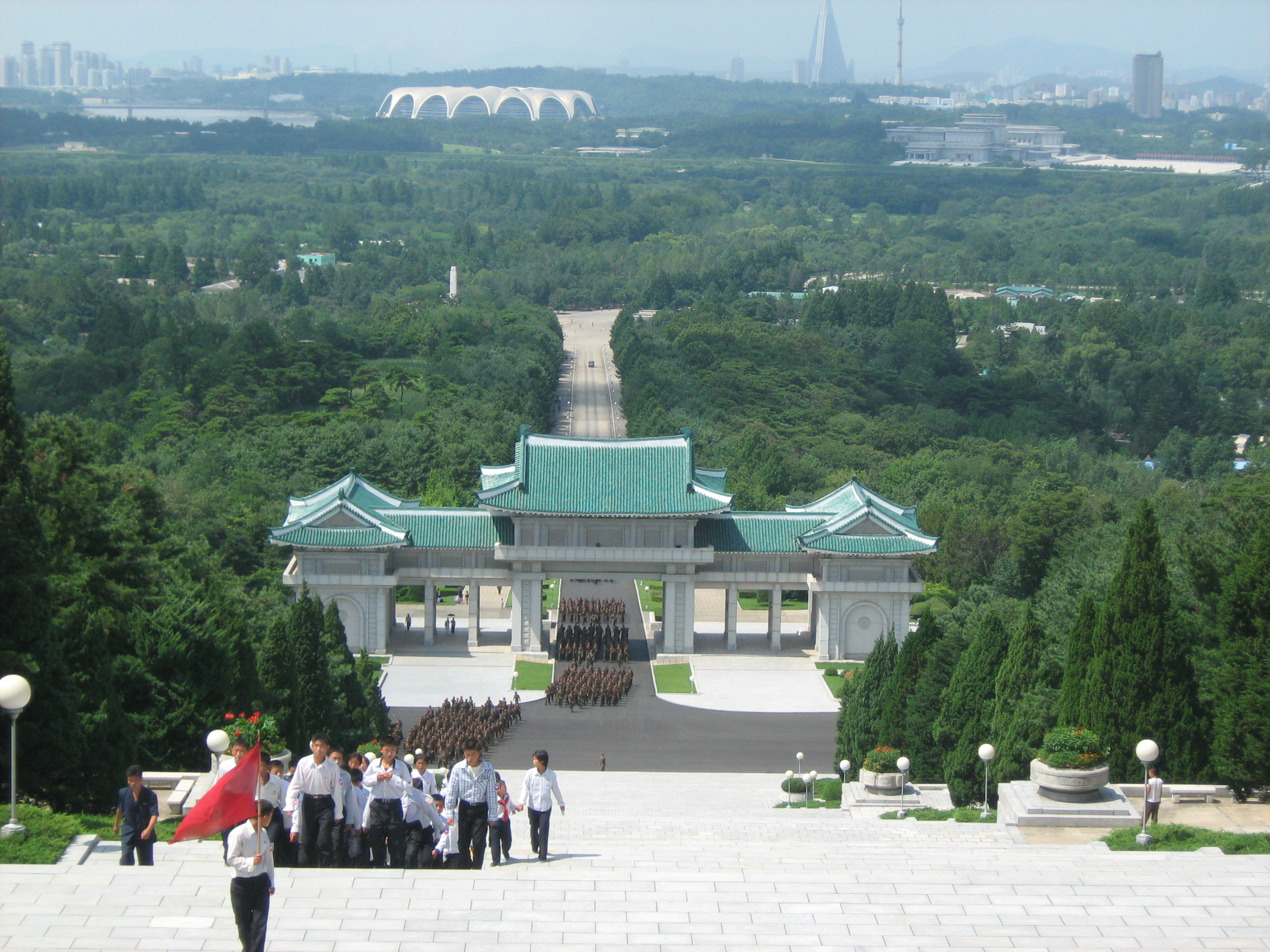
Năm 2012 diễn tập ở Bình Nhưỡng cho Ngày Chiến thắng, đánh dấu sự kết thúc của chiến tranh

Việc củng cố chính phủ của Syngman Rhee ở miền Nam với sự hỗ trợ quân sự của Mỹ và đàn áp cuộc nổi dậy tháng 10 năm 1948 đã chấm dứt hy vọng của Triều Tiên rằng một cuộc cách mạng ở miền Nam có thể thống nhất Triều Tiên, và từ đầu năm 1949, Kim Il-sung đã tìm kiếm sự ủng hộ của Liên Xô và Trung Quốc để chiến dịch quân sự thống nhất đất nước bằng quân sự. Việc rút hầu hết các lực lượng Mỹ khỏi Hàn Quốc vào tháng 6 năm 1949 khiến chính phủ miền Nam chỉ được bảo vệ bởi một quân đội Hàn Quốc yếu ớt và thiếu kinh nghiệm. Quân đội miền Nam cũng phải đối phó với một công dân không chắc chắn về lòng trung thành. Ngược lại, quân đội Bắc Triều Tiên đã được hưởng lợi từ các thiết bị từ thời Thế chiến thứ hai của Liên Xô, và có nòng cốt là các cựu chiến binh cứng rắn, những người đã từng chiến đấu chống Nhật hoặc cùng với Cộng sản Trung Quốc. Năm 1949 và 1950, Kim đã tới Moscow cùng với lãnh đạo Cộng sản Hàn Quốc Pak Hon-yong để gây quỹ ủng hộ chiến tranh thống nhất đất nước.
Ban đầu, Joseph Stalin từ chối yêu cầu của Kim Il-sung về việc cho phép xâm lược miền Nam, nhưng vào cuối năm 1949, chiến thắng của Cộng sản ở Trung Quốc và sự phát triển vũ khí hạt nhân của Liên Xô đã khiến ông xem xét lại đề nghị của Kim Il-sung. Vào tháng 1 năm 1950, sau khi Mao Trạch Đông của Trung Quốc chỉ ra rằng Cộng hòa Nhân dân Trung Hoa sẽ gửi quân đội và các hỗ trợ khác cho Kim, Stalin đã chấp thuận một cuộc xâm lược. Liên Xô cung cấp hỗ trợ hạn chế dưới hình thức cố vấn giúp Triều Tiên khi họ lên kế hoạch cho chiến dịch, và các hướng dẫn viên quân sự của Liên Xô huấn luyện một số đơn vị Triều Tiên. Tuy nhiên, ngay từ đầu Stalin đã nói rõ rằng Liên Xô sẽ tránh đối đầu trực tiếp với Mỹ về vấn đề Triều Tiên và sẽ không triển khai lực lượng mặt đất ngay cả trong trường hợp có khủng hoảng quân sự lớn. Sân khấu được thiết lập cho một cuộc nội chiến giữa hai đối thủ truyền kiếp trên bán đảo Triều Tiên.
Trong hơn một năm trước khi chiến tranh bùng nổ, hai bên đã xảy ra hàng loạt cuộc đụng độ đẫm máu dọc vĩ tuyến 38, đặc biệt là tại khu vực Ongjin trên bờ biển phía Tây. Ngày 25 tháng 6 năm 1950, tuyên bố đang đáp trả cuộc tấn công của Hàn Quốc vào Ongjin, các lực lượng miền Bắc đã tiến hành một cuộc tấn công đổ bộ dọc theo vĩ tuyến. Do sự kết hợp giữa bất ngờ và ưu thế quân sự, quân miền Bắc nhanh chóng chiếm được thủ đô Seoul, buộc Syngman Rhee và chính phủ của ông phải bỏ chạy. Vào giữa tháng 7, quân đội Bắc Triều Tiên đã áp đảo các đơn vị Mỹ và đồng minh của Hàn Quốc và buộc họ phải co cụm về tuyến phòng thủ ở phía đông nam Hàn Quốc được gọi là Vành đai Pusan. Trong thời gian ngắn chiếm đóng miền nam Triều Tiên, chế độ CHDCND Triều Tiên đã khởi xướng thay đổi xã hội triệt để, bao gồm quốc hữu hóa ngành công nghiệp, cải cách ruộng đất và khôi phục các Ủy ban nhân dân. Theo Tướng William F. Dean của Hoa Kỳ bị bắt, "thái độ dân sự dường như khác nhau giữa sự nhiệt tình và sự chấp nhận thụ động".
Liên Hợp Quốc lên án hành động của Triều Tiên và chấp thuận một lực lượng can thiệp do Mỹ dẫn đầu để bảo vệ Hàn Quốc.Vào tháng 9, các lực lượng của Liên Hợp Quốc đã đổ bộ vào Inchon và chiếm lại Seoul.  Dưới sự lãnh đạo của tướng Hoa Kỳ Douglas MacArthur, các lực lượng của Liên Hợp Quốc đã đẩy mạnh lên phía bắc, tiến đến biên giới Trung Quốc. Theo Bruce Cumings, các lực lượng Bắc Triều Tiên đã không được định hướng, nhưng đã tìm cách rút lui chiến lược vào vùng nội địa miền núi và vào vùng Mãn Châu. Chính phủ của Kim Il-sung đã tự tái lập tại một thành trì ở tỉnh Chagang. Vào cuối tháng 11, các lực lượng Trung Quốc tham chiến và đẩy lùi lực lượng Liên Hợp Quốc, chiếm lại Bình Nhưỡng vào tháng 12 năm 1950 và Seoul vào tháng 1 năm 1951. Theo nhà sử học người Mỹ Bruce Cumings, Quân đội Nhân dân Triều Tiên đã đóng một vai trò không kém trong cuộc phản công này. Lực lượng Liên Hợp Quốc đã cố gắng chiếm lại Seoul cho Hàn Quốc.Cuộc chiến về cơ bản đã trở thành một bế tắc đẫm máu trong hai năm sau đó. Các cuộc ném bom của Mỹ bao gồm việc sử dụng bom napalm vào các khu vực đông dân cư và phá hủy các con đập và đê điều, gây ra lũ lụt kinh hoàng. Trung Quốc và Triều Tiên cũng cáo buộc Mỹ triển khai vũ khí sinh học. Kết quả của vụ đánh bom, hầu hết mọi tòa nhà lớn và phần lớn cơ sở hạ tầng ở Triều Tiên đều bị phá hủy. Triều Tiên đã phản ứng bằng cách xây dựng nhà cửa, trường học, bệnh viện và nhà máy dưới lòng đất. GDP năm 1953 giảm 75-90% so với năm 1949.
Trong khi các vụ ném bom tiếp tục, các cuộc đàm phán đình chiến, bắt đầu vào tháng 7 năm 1951, vẫn tiếp diễn. Trưởng đoàn đàm phán của Triều Tiên là Tướng Nam Il. Hiệp định đình chiến Triều Tiên được ký kết vào ngày 27 tháng 7 năm 1953. Một lệnh ngừng bắn sau đó, nhưng không có hiệp ước hòa bình, và các hành động thù địch tiếp tục với cường độ thấp hơn.